# Glucocorticoide
Els glucocorticoides, com el cortisol, són corticoides que controlen el metabolisme d'hidrats de carboni, greixos i proteïnes, són antiinflamatoris en impedir l'alliberament de fosfolípids, i disminueixen l'acció dels eosinòfils, entre d'altres efectes. S'utilitzen com antiinflamatoris en diverses malalties. Són hormones endògenes que es sintetitzen en cas de necessitat, en situacions d'estrès. Són sintetitzats per la zona fascicular del còrtex de les glàndules suprarenals.

## Efectes dels glucocorticoides
Els efectes dels glucocorticoides són molts i molt generalitzats. Principalment actua a nivell metabòlic unint-se a proteïnes de membrana, i té efectes antiinflamatoris disminuint la resposta inflamatòria de l'organisme, i immunosupresors. A més, també pot actuar a nivell cardiovascular, electrolític, muscular i esquelètic, o endocrí, entre d'altres.

### Efectes metabòlics
Els glucocorticoides actuen a nivell del metabolisme dels hidrats de carboni, de les proteïnes i dels lípids.
A nivell dels carbohidrats tenim que disminueix la recaptació de la glucosa per part dels teixits. Això afavoreix a la recirculació dels hidrats de carboni als teixits on siguin necessaris. Aquests serien els teixits nobles, com el múscul i el cervell. Estimulen la gluconeogènesi per part del fetge, augmentant la glucosa en sang per poder suplir un possible augment de demanda. Finalment, tenim un augment del glucagó. El glucagó és una hormona que controla el metabolisme de la glucosa; té efectes contraris a la insulina. Quan s'utilitzen aquests com a medicaments, és normal que per aquest efecte, puguin provocar hiperglicèmies.
A nivell de proteïnes tenim un augment del metabolisme dels aminoàcids en busca de la formació de glucosa, per la gliconeogènesi. Hi ha un increment del catabolisme proteic i un balanç de nitrogen negatiu provocat per aquest metabolisme que no es pot aguantar per molt de temps. Aquests processos provoquen els efectes adversos d'atròfies de la pell, ja que perdem les proteïnes de suport que donen elasticitat a aquesta i poden arribar a provocar estries cutànies, i disminució de la massa muscular. El balanç de nitrogen negatiu ens informa de l'ús de les proteïnes per catabolisme per part de l'organisme.
A nivell dels lípids tenim un augment de la lipòlisi, un increment del dipòsit de greixos en certes zones i augment d'àcids grassos lliures. Tots aquests fenòmens es busquen per poder donar un suport energètic a tot aquest estat catabòlic de l'organisme. Tant la lipòlisi com el dipòsit de greix no són processos que es donen de manera homogènia en tot el cos, de manera que podem trobar zones sense greix, ja que hi predomina la lipòlisi i altres zones amb greix on predomina el dipòsit. Aquestes zones que hi predomina el dipòsit no es correlacionen amb les zones on normalment s'hi acumula, són a la zona abdominal i a la gepa.

### Efectes iònics
A nivell dels ions, el que pateix més l'efecte dels glucocorticoides és el calci. Per aquesta raó, els glucocorticoides provoquen osteoporosi i alteracions del creixement. L'absorció de l'ió calci es troba disminuït, de manera que la nostra demanda en la dieta ha de ser major si no volem perdre calci. A la vegada, tenim un augment de la secreció de calci per part del ronyó, això provocarà que els nivells de calci minvin.
Sense calci, l'os es troba perjudicat, ja que és la reserva de calci de l'os, i davant d'aquest estat, s'encarregarà de donar part del calci per mantenir els nivells constants. Això provocarà una descalcificació dels ossos. A més, hi intervenen altres factors que afecten en l'àmbit dels ossos, com l'augment d'una hormona anomenada hormona paratiroidal que controla la regulació del calci, i provocarà un augment dels osteoclasts, cèl·lules que provoquen la resorció dels ossos.

### Efectes antiinflamatoris
Actuen a dos nivells, però el resultat final és la inhibició de la síntesi de mediadors de l'àcid araquidònic. Això provocarà la disminució de mediadors de la inflamació aguda i la baixa eficàcia d'actuar per part dels mecanismes inflamatoris. Per aquesta raó es diu que són antiinflamatoris.

### Efectes immunosupressors
En general, disminueixen la capacitat de defensar del sistema immunològic. Provocant disminució de les cèl·lules limfocitàries i disminuint la seva funció. Per aquesta raó, es dona glucocorticoides als pacients trasplantats, perquè d'aquesta manera queden immunodeprimits, disminuint la probabilitat que rebutgin l'òrgan trasplantat.

## Exemples
- Cortisona
- Prednisona
- Prednisolona
- Metilprednisolona
- Dexametasona
- Fluocortolona
- Betametasona
- Triamcinolona
- Acetat de fludrocortisona
- Beclometasona

## Efectes adversos
L'ús dels glucocorticoides ha de ser supervisat, ja que poden provocar:
- Alteracions del creixement.
- Osteoporosi.[10]
- Atròfia de la pell.[9]
- Estries cutànies.
- Glaucoma.
- Augment del pèl.
- Augment de pes.
- Retenció de líquids.
- Atròfia de les glàndules suprarenals.
- Hiperglucèmia.
- Trastorns psiquiàtrics.[13]

També tenen una repercussió en l'estètica, com augment del volum de la cara i acne.

### Immunodeficiència
Els glucocorticoides causen immunosupressió, disminuint la funció i/o el nombre de neutròfils, limfòcits (incloent-hi els B i T), monòcits, macròfags i la funció de barrera anatòmica de la pell. Aquesta supressió, si és prou gran, pot provocar manifestacions d'immunodeficiència, inclosa la deficiència de limfòcits T, la deficiència immunitària humoral i la neutropènia.

### Retirada
A més dels efectes esmentats anteriorment, l'ús de dosis altes de glucocorticoides durant només uns dies comença a produir la supressió de les glàndules suprarenals del pacient que suprimeix l'hormona alliberadora de corticotropina que condueix a la supressió de la producció de corticotropina per part de la hipòfisi anterior. Amb una supressió prolongada, les glàndules suprarenals s'atrofien (es redueixen físicament) i poden trigar mesos a recuperar la funció completa després de la interrupció del glucocorticoide exògen.
Durant aquest temps de recuperació, el pacient pot caure en una insuficiència suprarenal durant els moments d'estrès, com ara una malaltia. Tot i que la dosi de supressió i el temps per a la recuperació suprarenal varien àmpliament, s'han dissenyat directrius clíniques per estimar la possible supressió i recuperació suprarenal, per reduir el risc per al pacient.

## Vies d'administració
- Tòpica: per a ús de la pell (cremes, pomades, ungüents, solucions), mucoses (cremes, escumes), i pels ulls (col·liris).
- Inhalada: per a l'ús per al tractament de la mucosa nasal, sins paranasals, bronquis i els pulmons; principalment s'utilitzen la beclometasona i la budesonida.
- Oral: per a malalties generalitzades; principalment s'utilitzen la prednisona i la prednisolona.
- Parenteral: intravenosa i intramuscular (per urgències o per impossibilitat d'utilitzar la via oral).